# Диалог
«Диалог» — радянський рок-гурт, створений 1979 року в Миколаєві. Лідером гурту був Кім Брейтбург. Серед інших учасників Віктор Литвиненко та Анатолій Дейнега. На початку 1990-их в колективі брали участь Валерій (вокал) і Костянтин Меладзе (клавішні).

## Учасники
- Кім Брейтбург — вокал (1969 (1978) — 1992)
- Валерій Меладзе — вокал (1990—1993)
- Віктор Литвиненко — гітара (1969 (1978) — 1992)
- Юрій Никифоров — гітара, бек-вокал, звукооператор (1981—1985)
- Віктор Радієвський — бас-гітара, бек-вокал (1978—1991)
- Євген Рязанов — клавішні (1985—1987)
- Сергій Васильченко — клавішні, гітара (1978—1987)
- Микола Шевченко — клавішні, бек-вокал (1982—1985)
- Анатолій Дейнега — ударні (1969 (1978) — 1991)
- Володимир Бесенов — тромбон (1978—1980)
- Сергій Рязанцев — звукооператор (1985—1991)
- Тоомас Ванем — гітара (1987—1993 (1996)
- Андрій Долгих — клавішні (1987—1990)
- Костянтин Меладзе — клавішні (1990—1993)

## Дискографія
- 1983 — «Квадратный человек»
- 1986 — «Просто»
- 1986 — «Ночной дождь»
- 1988 — «Диалог - 3»
- 1989 — «I Put The Spell On The Fire»
- 1993 — «Осенний крик ястреба»
- 1995 — «Не уходи мой ангел»